# تیم ملی فوتبال زیر ۱۵ سال اسپانیا
تیم ملی فوتبال زیر ۱۵ سال اسپانیا (اسپانیایی: Selección de fútbol sub-15 de España‎) نماینده فوتبال کشور اسپانیا در مسابقات فوتبال زیر ۱۵ سال اروپایی و بین‌المللی است که زیر نظر فدراسیون فوتبال سلطنتی اسپانیا فعالیت می‌کند.